# Adapalène
L'adapalène est un rétinoïde topique utilisé dans le traitement contre l'acné. Il a l'avantage d'être moins irritant que la trétinoïne. Ce médicament est délivré uniquement sur ordonnance.

## Effets indésirables principaux
- Irritation en début de traitement,
- Blanchiment de la peau,
- Sensibilité accrue au soleil.
- Fièvre
- Troubles du sommeil